# История почты и почтовых марок Исландии
История почты и почтовых марок Исландии включает в себя домарочный (ранний) период, соответствующий почтовой системе Дании, в состав которой входила Исландия, и периоды использования датских знаков почтовой оплаты и самостоятельной эмиссионной политики (с 1873 года).

## Домарочный период
История почты Исландии начинается 13 мая 1776 года, когда был издан королевский указ, согласно которому на острове образовывалось 18 районных почтовых администраций и учреждалась должность главного почтмейстера в Бессастади, резиденции датского наместника. С этого же года между Рейкьявиком и Копенгагеном раз в год начали курсировать почтовые корабли. В 1851 году количество рейсов было увеличено до трёх, а в 1858 году — до шести (между апрелем и ноябрём). Позднее была установлена почтовая связь между Рейкьявиком и Ливерпулем, а с 1870 года датские почтовые корабли стали также заходить на Фарерские и Шетландские острова и в северные порты Шотландии.
Внутри страны перевозка корреспонденции началась в 1782 году. С 1831 года почта восемь раз в год доставлялась жителям западного побережья. С 1837 года эта система распространилась и на восточное побережье, а с 1849 года — на юго-восток.

## Выпуски почтовых марок

### Использование марок Дании
В 1870 году в Исландии, находившейся под властью Дании, поступили в обращение датские марки. Они курсировали на острове на протяжении трёх лет и использовались, главным образом, для отправки корреспонденции за пределы страны, которая производилась в то время через два порта — Рейкьявик и Сейдисфьордур. Марки, как и в Дании в 1870-х годах, гасились тройным кольцевым номерным штемпелем, которым были присвоены соответственно номера «236» и «237».

### Собственные выпуски

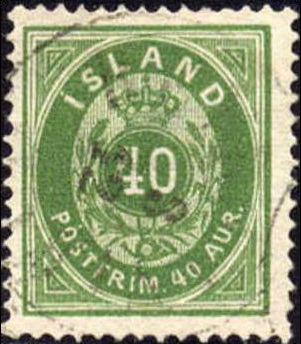
Почтовая марка Исландии из второго выпуска (1876)

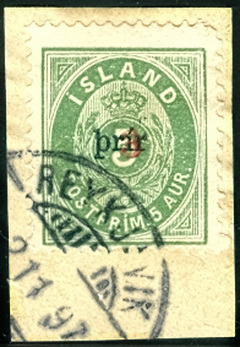
Почтовая марка на вырезке с надпечаткой нового номинала (1897)

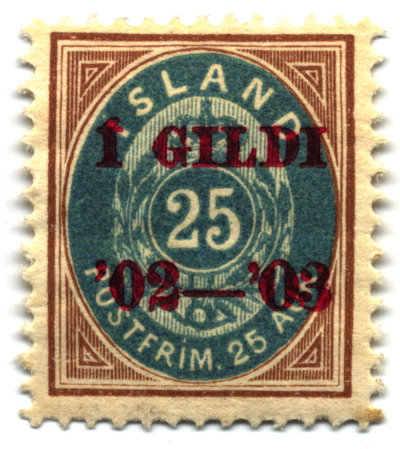
Почтовая марка с надпечаткой «Í GILDI / '02—'03» (1902)

26 февраля 1872 года в Исландии был издан декрет о выпуске собственных марок, которые поступили в обращение 1 января 1873 года. Первый выпуск состоял из пяти марок с рисунком, идентичным рисунку марок Дании 1870 года (коронованная цифра номинала в овале), с названием страны «Island». Марки были отпечатаны на тонкой слабо тонированной бумаге с водяным знаком «корона» в типографии Х. Тиле в Копенгагене. Автором рисунка первых исландских марок стал Филипп Батц. Марки этого выпуска встречаются с двумя размерами зубцовки 14:13½ и 12½, а также без зубцов и без клея. Часто встречаются с фальшивыми гашениями штемпелями, не бывшими в употреблении.
В августе 1876 года, после введения новой денежной единицы — кроны, в обращение поступили марки с новыми номиналами. Марки второго выпуска находились в обращении более четверти века. Они выпускались повторными тиражами, не считая новоделов, выпущенных в 1904 году. Марки отдельных тиражей отличались оттенками цвета и сортами бумаги. В период с 1876 по 1884 год они печатались на тонкой бумаге, в 1884—1890 годах — на бумаге средней толщины, с 1890 года — на толстой. Менялась и окраска клея: до 1890 года марки покрывались коричневатым клеем, последние тиражи этого выпуска — бесцветным.
В ноябре 1897 года в связи с нехваткой марок в 3 эйре на марках в 5 эйре была сделана надпечатка слова «þrir» или «þrir / 3». Эти марки в настоящее время редки. Существуют разновидности и фальсификаты.
В октябре 1902 года в обращение поступила новая серия из 13 марок с портретом короля Дании Кристиана IX, при этом марки прежних выпусков были изъяты из обращения. Однако, по неизвестным причинам, министр Исландии принял решение снова пустить изъятые марки в обращение, снабдив их надпечаткой «Í GILDI / '02—'03» («Действительны в 1902—1903») красного и чёрного цветов. Когда марки с надпечаткой были распроданы, выяснилось, что почтовые власти забыли послать обязательные экземпляры этих марок во Всемирный почтовый союз. Поэтому в 1904 году были изготовлены новоделы основных марок с другим водяным знаком и надпечаток. Некоторое количество новоделов осталось без надпечатки.
Исландские марки на корреспонденции, адресованной в Великобританию, встречаются с различными штемпелями английской почты. В Копенгагене почта из Исландии обрабатывалась штемпелем с надписью «Fran Island» («Из Исландии»).
В 1928 году австрийская организация «Общество друзей Исландии» (нем. Verein der Islandsfreunde) предложила исландским властям подготовить для страны памятную серию марок тиражом 25 тысяч экземпляров в качестве подарка к празднованию 1000-летия исландского парламента (Альтинга), намеченного на 1930 год. Несмотря на возражения Главного почтмейстера, исландское правительство приняло это предложение. Марки, с изображением разнообразных исторических и мифологических сюжетов, а также исландских ландшафтов, были отпечатаны в Вене. В декабре 1929 года часть марок на общую сумму 600 000 крон доставили в Исландию, остальные марки на сумму 213 000 крон оставались якобы в Вене.
| Первые коммеморативные марки (1930)    | Первые коммеморативные марки (1930) | Первые коммеморативные марки (1930) | Первые коммеморативные марки (1930)   |
| -------------------------------------- | ----------------------------------- | ----------------------------------- | ------------------------------------- |
|                                        |                                     |                                     |                                       |
| Здание Альтинга в Рейкьявике (Mi #125) | Флаг Исландии (Mi #134)             | Карта Исландии (Mi #136)            | Исландская рыболовная лодка (Mi #143) |

В январе 1930 марки поступила в обращение, однако вскоре выяснилось, что они отпечатаны в гораздо большем количестве, чем было заказано, предположительно на общую сумму 1 813 000 крон, и «Общество» продает их торговцам марками. Выявилось также множество разновидностей, продававшихся по очень высоким ценам. Полицейское расследование, начатое по факту мошенничества, было прервано с началом Второй мировой войной и после не возобновлялось. Марки были изъяты из обращения 31 июля 1930 года. Вторая серия в честь 1000-летия исландского парламента, заказанная в Великобритании, поступила в обращение 1 июня 1930 года. Она предназначалась для авиапочты. Её тираж составил 25,5 тысяч экземпляров. Изъята 31 декабря 1930 года. Это были первые коммеморативные выпуски марок Исландии.

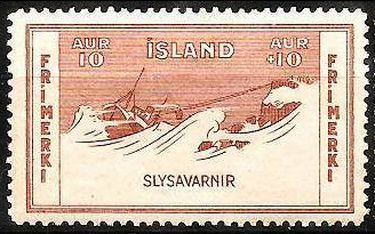
Первая почтово-благотворительная марка Исландии. Потерпевший крушение корабль (1933)

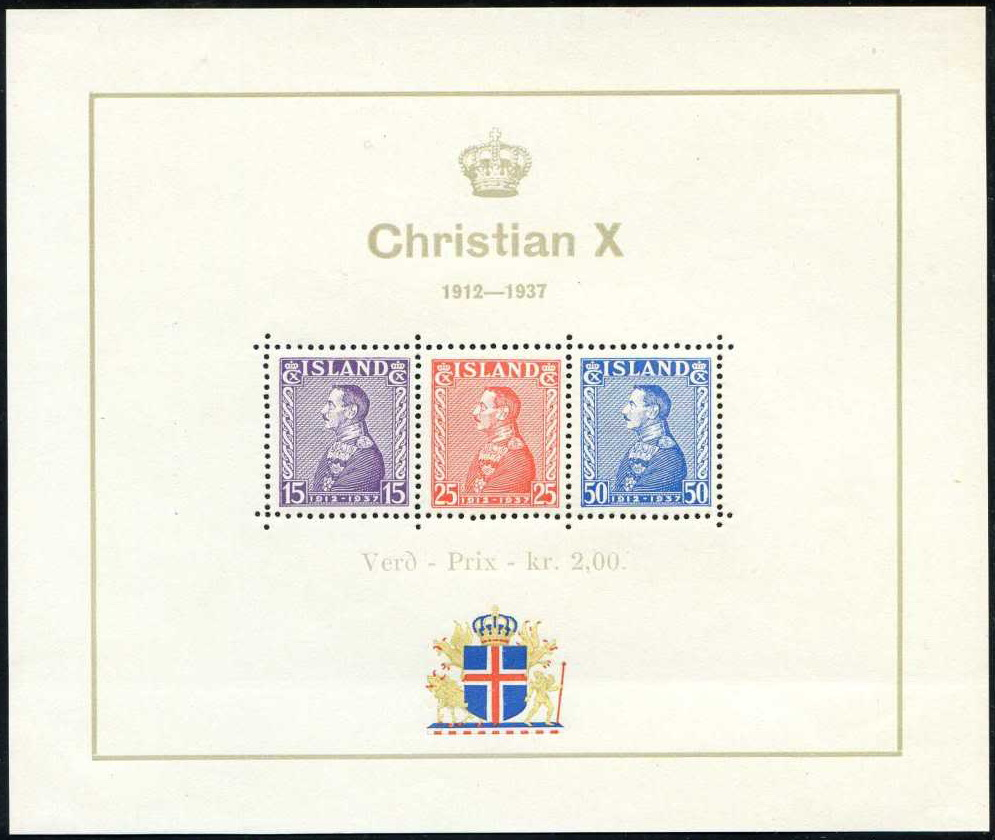
Первый почтовый блок Исландии. Король Кристиан X (1937)

В апреле 1933 года вышли первые почтово-благотворительные марки, посвящённые благотворительным объединениям.
Первый почтовый блок был выпущен в мае 1937 года. Он был посвящён 25-летию правления короля Кристиана X.
С 1938 по 1960 год все марки Исландии печатались в Великобритании.
17 июня 1944 года Исландия была провозглашена республикой. Это событие было отмечено выпуском серии из шести марок с портретом Йоуна Сигурдссона — исландского учёного и государственного деятеля.
В июне 1983 года в обращение поступили продающиеся в автоматах марки печатающих автоматов.

## Другие виды почтовых марок

### Авиапочтовые марки
В 1928 году с образованием второй исландской авиационной компании начались регулярные перевозки авиапассажиров и грузов из Рейкьявика в наиболее крупные провинциальные центры страны. В мае того же года была выпущена первая авиапочтовая марка Исландии. В типографии Гутенберга в Рейкьявике была сделана надпечатка самолёта на стандартной марке 1920 года выпуска с портретом короля Кристиана X.
В мае 1931 года для оплаты корреспонденции, перевозимой дирижаблем «Граф Цеппелин», прилетавшим в Рейкьявик 1 июля, были выпущены три марки с надпечаткой «Zeppelin 1931». Дирижабль не приземлялся в Исландии, однако он снижался на небольшую высоту для загрузки и выгрузки почтовой корреспонденции.
В июне 1933 года вышли ещё три авиапочтовые марки с надпечаткой текста «Hópflug Ítala / 1933». Они предназначались для оплаты писем, посланных в Нью-Йорк с эскадрой Бальбо, совершавшей перелёт из Италии в США. Тираж составил 4 тысячи серий. Особо редки они на письмах.
Последние авиапочтовые марки вышли в Исландии в сентябре 1959 года.
| Авиапочтовые марки | Авиапочтовые марки | Авиапочтовые марки |
| ------------------ | ------------------ | ------------------ |
|                    |                    |                    |
| 1928 (Mi #122)     | 1931 (Mi #147)     | 1933 (Mi #174)     |

### Служебные марки

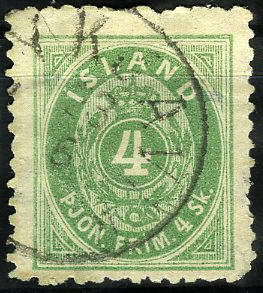
Первая служебная марка Исландии (1873)

С 1873 по 1938 год в Исландии использовались служебные марки. Первые две служебные марки достоинством в 4 и 8 эйре были выпущены одновременно с первыми почтовыми, в январе 1873 года. Они были того же рисунка, что и почтовые, но других цветов.
В январе 1930 года была выпущена серия из 16 служебных марок в честь 1000-летия Альтинга. На марках коммеморативной серии была сделана надпечатка слова «Pjónustumerki» («Служебная почтовая марка») красной или синей краской.
Последний выпуск служебных марок был осуществлён в декабре 1936 года.
| Памятные служебные марки (1930) | Памятные служебные марки (1930) | Памятные служебные марки (1930)              |
| ------------------------------- | ------------------------------- | -------------------------------------------- |
|                                 |                                 |                                              |
| Долина Тингветлир (Mi #51)      | Клятва на кольце Тора (Mi #58)  | Исландский кречет и самолёт Dornier (Mi #59) |

## Надпечатки на почтовых марках Исландии
Первая надпечатка была сделана на шести номиналах 1892—1896 годов выпуска в ноябре 1897 года в виде исландского слова «þrír» («три») из-за необходимости почтовых марок номиналом в 3 исландских эйре.
Последняя надпечатка сделана 31 марта 1954 года по изменению номинала в 5 исландских эйре (Aurar) на марке Исландии в связи с необходимостью марок данного номинала. Имела хождение до 31 декабря 1958 года.
За весь период было произведено 97 каталогизированных надпечаток (каталоги «Михель» и «Скотт»), из них 2 почтово-благотворительных для сбора средств в Фонд помощи пострадавшим от наводнения 1953 года в Нидерландах, 28 — изменения номинала почтовой марки, 6 — памятных, 25 — по изменению типа марки для франкирования служебной корреспонденции, 36 — провизориев.

## Непочтовые марки
В 1920—1938 годах таможенный сбор за направляемые за границу посылки оплачивался почтовыми марками, которые гасились прямоугольным штампом с надписью «Tollur» («Таможня»). Марки, погашенные этим штампом, знаками почтовой оплаты не считаются.
Марки Исландии с надпечаткой «ORLOF» и номиналом между 10 эйре и 10 коронами являются сберегательными.

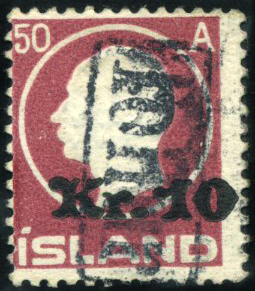
Марка таможенного сбора с посылок
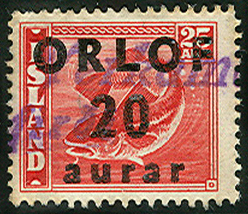
Сберегательная марка Исландии